# José Newton de Almeida Baptista
José Newton de Almeida Baptista (* 16. Oktober 1904 in Niterói; † 11. November 2001 in Brasília) war ein brasilianischer römisch-katholischer Geistlicher und Erzbischof von Brasília.

## Leben
José Newton de Almeida Baptista empfing am 28. Oktober 1928 das Sakrament der Priesterweihe.
Papst Pius XII. ernannte ihn am 10. Juni 1944 zum Bischof von Uruguaina. Der Erzbischof von São Sebastião do Rio de Janeiro, Jaime de Barros Câmara, spendete ihm am 3. September desselben Jahres die Bischofsweihe; Mitkonsekratoren waren der emeritierte Bischof von Espírito Santo, Benedito Paulo Alves de Souza, und der Bischof von Niterói, José Pereira Alves. Am 5. Januar 1954 wurde er zum Erzbischof von Diamantina ernannt.
Am 12. März 1960 ernannte ihn Papst Johannes XXIII. zum ersten Bischof des zwei Monate zuvor errichteten Bistums Brasília unter Beibehaltung des persönlichen Titels eines Erzbischofs. Am 9. November 1963 wurde er zusätzlich zum Militärbischof von Brasilien ernannt.
Er nahm an allen vier Sitzungsperioden des Zweiten Vatikanischen Konzils als Konzilsvater teil. Mit der Erhebung des Bistums Brasília zum Erzbistum am 11. Oktober 1966 wurde er dessen erster Erzbischof.
Papst Johannes Paul II. nahm am 15. Februar 1984 seinen altersbedingten Verzicht auf das Erzbistum Brasília an. Am 31. Oktober 1990 trat er auch als Militärbischof zurück.